# Ишим (град)
Ишим (на руски: Ишим) е град в Тюменска област, Русия. Населението на града към 1 януари 2018 година е 65 142 души.

## История
Селището е основано през 1687 година, през 1782 година получава статут на град.